# SN 1988L
SN 1988L – supernowa typu Ib odkryta 30 kwietnia 1988 roku w galaktyce NGC 5480. W momencie odkrycia miała maksymalną jasność 16,50m.